# Île Callot
Île Callot is een klein Bretons eiland in de baai van Morlaix. Bij laag water komt er een verharde weg vrij die gebruikt kan worden om vanuit het kustplaatsje Carantec naar Callot te lopen of te rijden. Op het eiland staat een kleine kerk uit de 17e eeuw.